# Blacksmith Scene
Blacksmith Scene (ook bekend als Blacksmith Scene #1 en Blacksmithing Scene) is een Amerikaanse korte film uit 1893. Het is een stomme film in zwart-wit die geregisseerd is door William Heise en William Dickson, de Schots-Franse uitvinder die beschouwd wordt als de uitvinder van de filmcamera terwijl hij in dienst was bij Thomas Edison.
De film is van historisch belang als zijnde de eerste kinetoscoopfilm die werd vertoond in een openbare tentoonstelling op 9 mei 1893. Het is tevens voor zover bekend de eerste film waarin acteurs een personage uitbeelden. In 1995 werd Blacksmith Scene uitgekozen voor behoudt in de National Film Registry van het Library of Congress, omdat het "cultureel, historisch of esthetisch betekenisvol" is. Het is de op een na oudste film in het register.

## Verhaal
Op het scherm wordt een groot aambeeld weergegeven met drie smeden: één erachter, één links ervan en één rechts ervan (gespeeld door Edison-medewerkers). De smid in het midden gebruikt een verhitte metalen staaf die hij van een vuur heeft gehaald en legt deze op het aambeeld. Alle drie beginnen ze ritmisch te hameren op het aambeeld. Na een aantal klappen wordt de metalen staaf terug op het vuur gelegd. Een van de smeden haalt een flesje bier tevoorschijn en ze nemen er alle drie een slok van. Na dit drankje gaan ze weer verder met hun werk.

## Productie
De film is gemaakt door de Edison Manufacturing Company, die in 1890 films begon te maken onder de leiding van een van de eerste filmpioniers: William Dickson. Het is volledig opgenomen in de Black Maria-filmstudio in West Orange (New Jersey), VS, vaak "Amerika's eerste filmstudio" genoemd. De scène is gefilmd met een stationaire camera: de kinetograaf. Het is waarschijnlijk opgenomen in april 1893 en werd openbaar vertoond (in een kinetoscoop) in het Brooklyn Institute op 9 mei 1893.
De film werd gemaakt in 35mm-formaat met een beeldverhouding van 1,33:1. Het was bedoeld om te worden bekeken door middel van een kinetoscoop.

## Rolverdeling
| Acteur         | Personage |
| -------------- | --------- |
| Charles Kayser | smid      |
| John Ott       | smid      |

## Prijzen
| Jaar | Prijs                  |
| ---- | ---------------------- |
| 1995 | National Film Registry |

## Huidige status
Een overgebleven 35mm-exemplaar van de film werd gevonden in het Henry Ford Museum; dit is de bron van het negatief dat behouden wordt in het Museum of Modern Art-filmarchief. Een ander exemplaar van de film is in de Edison National Historic Site, beheerd door de National Park Service. Het auteursrecht op de film is verlopen, omdat de film werd opgenomen voor 1923; hij is daarom vrij beschikbaar op het World Wide Web.